# Даксбери (Масачусетс)
Даксбуру (енгл. Duxbury) насељено је место без административног статуса у америчкој савезној држави Масачусетс.

## Демографија
По попису из 2010. године број становника је 1.802, што је 376 (26,4%) становника више него 2000. године.
| Група             | 2000.         | 2010.         |
| Белци             | 1.390 (97,5%) | 1.761 (97,7%) |
| Афроамериканци    | 1 (0,1%)      | 5 (0,3%)      |
| Азијати           | 12 (0,8%)     | 13 (0,7%)     |
| Хиспаноамериканци | 10 (0,7%)     | 13 (0,7%)     |
| Укупно            | 1.426         | 1.802         |